# Casino La Floresta
El casino La Floresta es un edificio de La Floresta de San Cugat del Vallés.

## Historia
En 1929 se pidió una licencia de obras para hacer una pista de baile sobre el túnel de la estación de las Planes, en 1930 se modificó parcialmente el proyecto para ampliarlo y finamente, fue inaugurado el 21 de mayo del 1933 con la presencia del entonces presidente del Parlamento de Cataluña, Lluís Companys; pues era uno de los símbolos del crecimiento y éxito de la burguesía barcelonesa. Tras una etapa de abandono, en 1981 el Ayuntamiento pidió que fuera limpiado y protegido; y se rehabilitó como centro cívico donde se realizan diferentes actividades, fiestas mayores... etc.

## Descripción
Presenta una estructura rectangular con tres pisos aprovechando el desnivel que presenta su solar. Cuenta con un restaurante, bar, sala de cine, de teatro y pista de fiestas y baile y una sala de juegos con billar, ping-pong....
Presenta una decoración clásica con un orden dórico muy esquematizado. Hay balaustradas y columnas. Incorpora elementos de la tradición constructiva local.